# 高崎直升机场
高崎直升机场 （日语：／ Takasaki Heripōto */?），是日本群马县高崎市的一座民用直升机场，也是高崎市境内唯一的机场。

## 简介
高崎直升机场位于高崎市区西侧碓冰川和乌川交汇处，于1968年7月10日启用，主要用于人员运输，应急运输及飞行训练。高崎直升机场由一个停机坪与两个机位构成，停机坪与机位由长12米、宽8米的滑行道连接。机场没有机库、塔台等配套设施，因此机场无法长期停放直升机且在夜间被禁止使用。距离高崎直升机场最近且设备齐全的直升机场是6公里外的群马直升机场。

## 运用情况
高崎直升机场没有定期的商业航班，偶尔会被用于防灾演练与应急运输，机场对外开放有偿使用，根据直升机最大起飞重量与6小时以上的额外停留时长收费。